# Meininger Stadtbefestigung

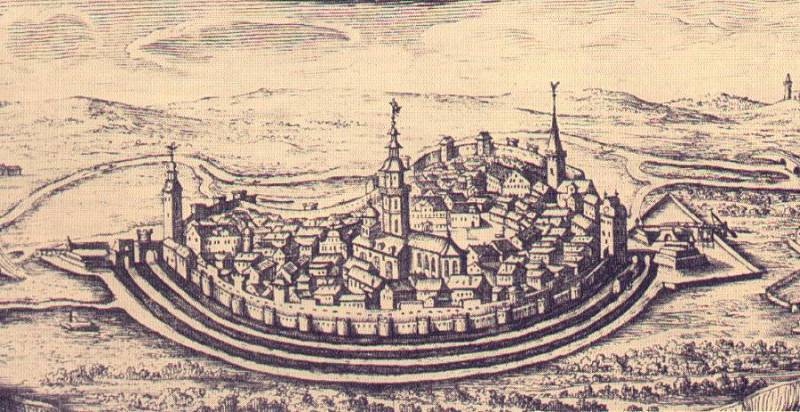
Meininger Stadtbefestigung mit dem Wallgrabensystem im Jahr 1676

Die Meininger Stadtbefestigung war bis Ende des 18. Jahrhunderts ein komplexes Verteidigungssystem aus Stadtmauern, Türmen, Wällen, Wassergräben und Ravelinen, mit der die Stadt Meiningen umgeben und geschützt wurde. Das Wallgrabensystem als fast einziger bis in die Gegenwart bestehender Teil der Stadtbefestigung stellt als Bodendenkmal das am besten erhaltene Wallgrabensystem in Thüringen dar.

## Geschichte
Das spätestens seit dem 7. Jahrhundert existierende Meiningen wurde 982 als Königsgut erstmals urkundlich erwähnt und war zu diesem Zeitpunkt der Hauptort einer Mark, einer kleinen Verwaltungseinheit im Grabfeldgau im Herzogtum Franken und Standort einer Zehnt. Begünstigt durch die Lage an einer Furt der Werra und mehrerer Handelswege gewann der Ort rasch an Bedeutung und war aufgrund der Ungarneinfälle bereits mit einer einfachen Befestigung versehen. Ab 1007 gehörte Meiningen zum Hochstift Würzburg, das noch im 11. Jahrhundert mit dem Bau der Burg Meiningen als Wasserburg das erste massive Befestigungsbauwerk errichten ließ. Stetige Versuche anderer Mächte, die Exklave Meiningen den Würzburgern zu entreißen, veranlassten die Würzburger Bischöfe dazu, Meiningen umfangreich zu befestigen. Zu Beginn des 13. Jahrhunderts war das mittlerweile zur Stadt erhobene Meiningen von einem aus zwei Wassergräben und einem dazwischenliegenden Wall bestehenden Wallgrabensystem umgeben. Ab Mitte des 13. Jahrhunderts wurden die innere Stadtmauer mit Wehrgang, die beiden Tortürme, die „Mittlere Pforte“ und einige Wehrtürme unter Einbeziehung der Wasserburg errichtet. Im 15. Jahrhundert entstand zur Verstärkung die äußere Stadtmauer beziehungsweise Zwingermauer mit Halbschalenrondellen. Zur Vollendung der Stadtbefestigung erbaute man 1554–1555 als weiteren Stadtgraben den dritten Wassergraben mit Wall und 1670–1675 zum Schutz der Brücken über die Wassergräben und der Tortürme zwei vorgelagerte Ravelinen sowie den Pulverturm. Sonstige Schanzarbeiten fanden 1644/45 im Dreißigjährigen Krieg infolge von Belagerungen statt. Meiningen besaß mit der doppelten Stadtmauer, den Tortürmen und Ravelinen, dem Wallgrabensystem im Süden, Osten und Norden sowie dem Flusssystem Werra/Mühlgraben im Westen eine effektive und starke Stadtbefestigung.

## Stadtmauer und Türme

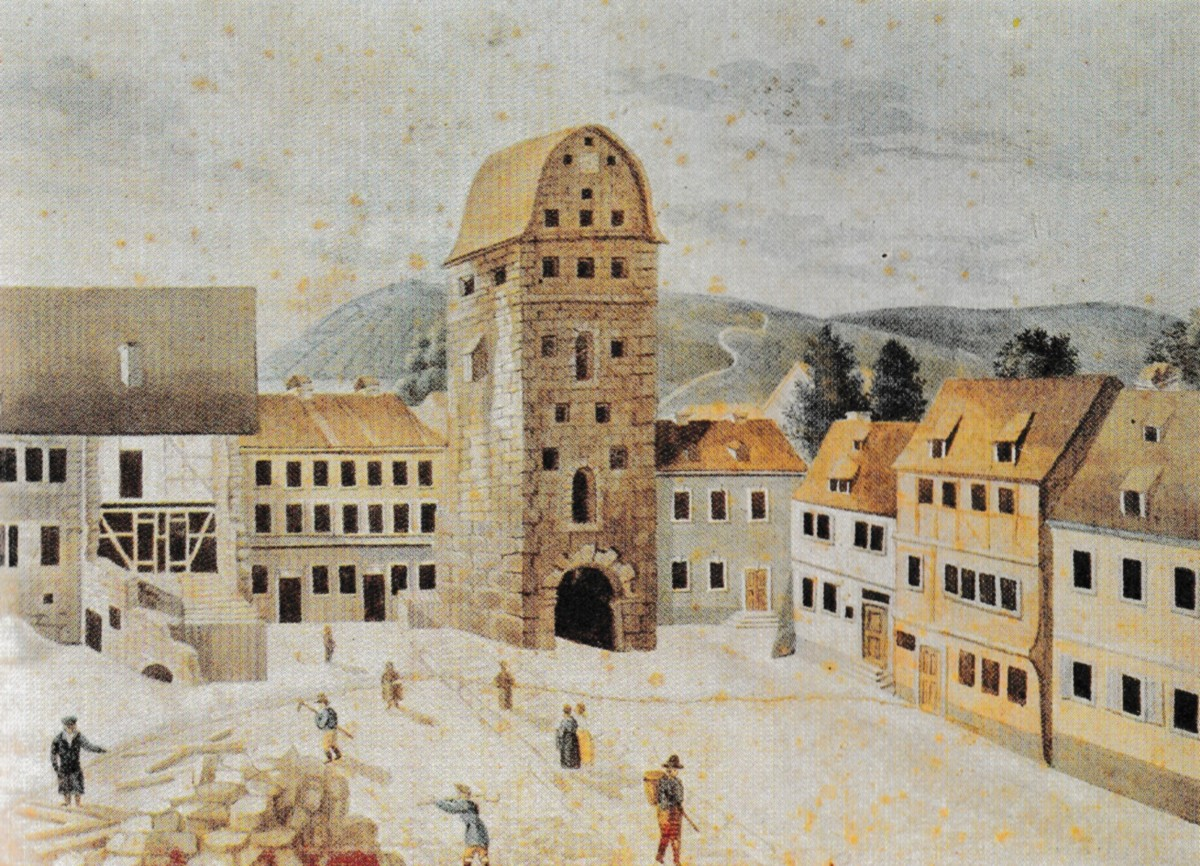
Unterer Torturm um 1815

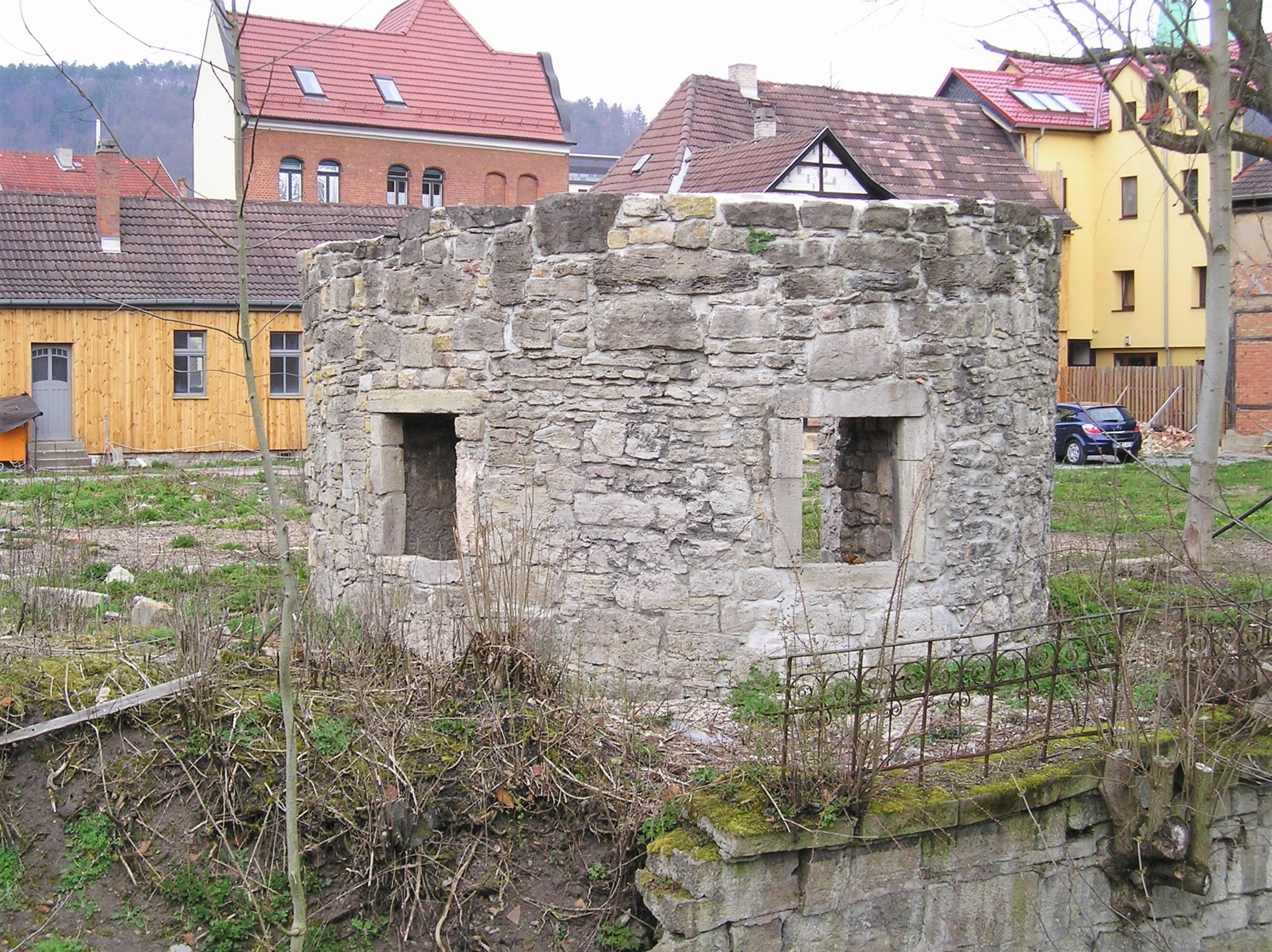
Restauriertes Halbschalenrondell

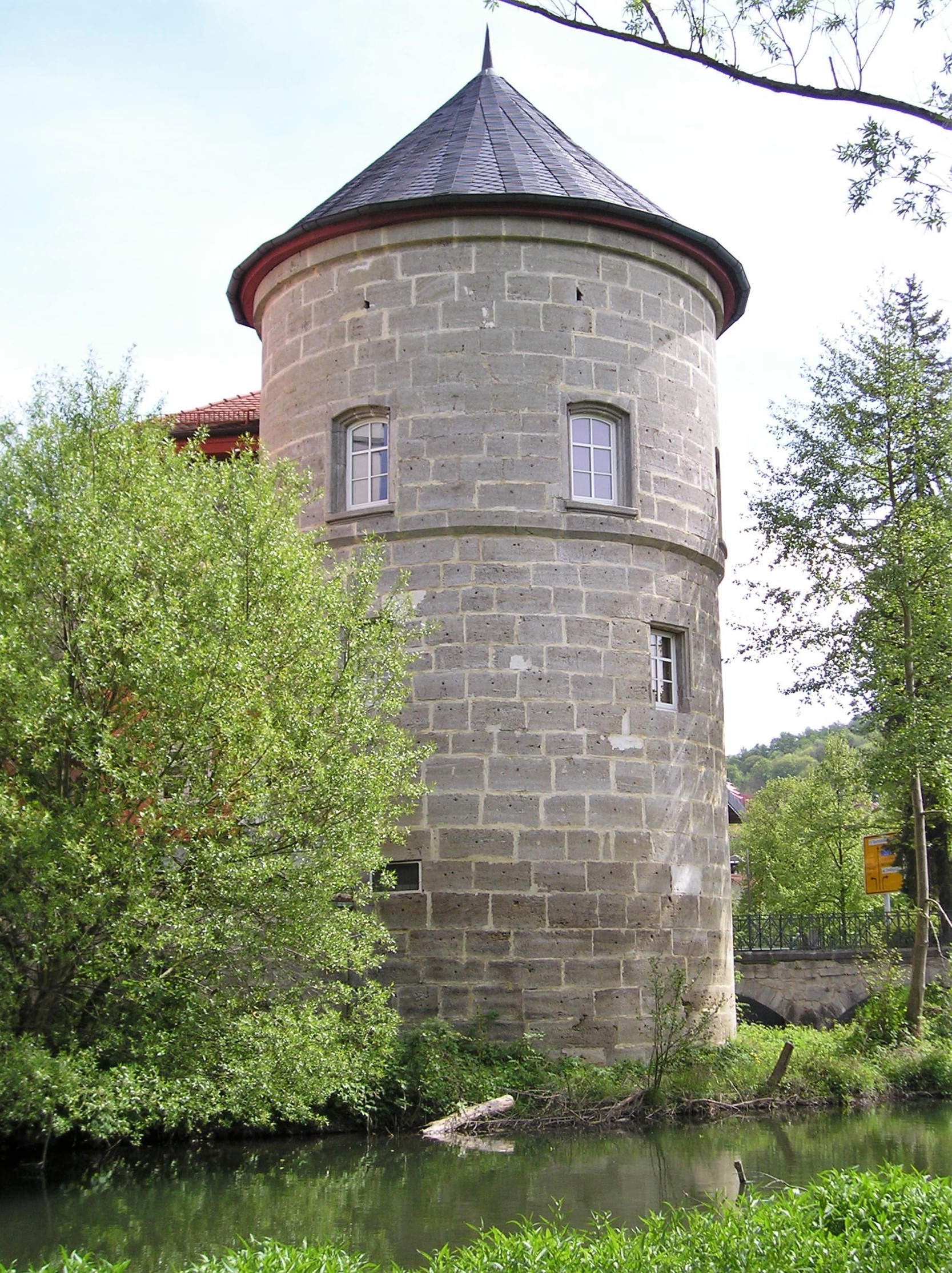
Pulverturm

### Stadtmauer
Ein bedeutender Teil der Meininger Stadtbefestigung war die Stadtmauer, die zwischen dem 13. und 15. Jahrhundert in mehreren Bauphasen direkt hinter dem inneren Wassergraben und dem Mühlgraben errichtet worden ist. Sie wurde überwiegend mit Kalksteinen erbaut, die in der Umgebung der Stadt gebrochen wurden. Die Stadtmauer bestand aus einem doppelten Mauerring mit 25 halbrunden Rondellen, einem zwischen den Mauern liegenden Zwinger und Wehrgängen. Ihre Länge betrug rund 2 km. Die Stadtmauer wurde während der Entfestigung Ende des 18. und Anfang des 19. Jahrhunderts fast vollständig geschleift. Zuerst brach man 1778–1782 die Mauern bei den Stadttoren ab.

### Türme
Zur Stadtmauer gehörten in ihrer genauen Anzahl nicht mehr erfassbare, aber mehr als ein Dutzend Wehrtürme, davon einige Rundtürme, die insbesondere die westliche Stadtmauer verstärkten. Der mächtige Bergfried der Würzburger Stadtburg (Burg Meiningen) stand nah an der Stadtmauer östlich der Burg im Nordwesten der Stadt. Der Turm beherbergte auch ein Gefängnis. Er wurde 1685 während der Erbauung des Schlosses Elisabethenburg abgebrochen, dessen Natursteine man als Baumaterial nutzte. Der Pulverturm entstand 1672 an der Südwestecke der Stadtmauer am Mühlgraben und war mit dem 1817 abgerissenen Zeughaus verbunden. Der Turm besaß auf drei Etagen maulschartenartige Schießscharten und eine Wehrplattform mit Schlitzschießscharten. Im 19. Jahrhundert bekam der bis heute erhaltene Rundturm nach einem Umbau ein Kegeldach und Fenster. Nach dem Pulverturm ist ein gegenüber und jenseits des Mühlgrabens gelegener Park benannt (Pulverrasen). Mit jeweils zwei Rundtürmen als Torvorbauten wurden 1673 die Brücken über die beiden inneren Wassergräben vor dem Unteren und Oberen Torturm verstärkt gesichert. 

### Stadttore
Im Endausbauzustand besaß die Stadtbefestigung vier Stadttore. Im gleichen Zeitraum wie die Stadtmauer entstanden die beiden Tortürme „Oberes Tor“ im Süden und „Unteres Tor“ im Norden sowie die „Mittlere Pforte“ im Westen. Die Tortürme bildeten die beiden Hauptzugänge in die Stadt. Sie sind im üblichen Baustil der fränkischen Region zwischen Main bei Würzburg und Werra erbaut worden. Vergleichbare bis heute erhaltene Tortürme sind das „Hohntor“ in Bad Neustadt (wie Oberer Torturm) und das „Hattersdorfer Stadttor“ in Seßlach (Unterer Torturm). Die 20–30 m hohen Türme hatten einen quadratischen Grundriss, eine mittige Tordurchfahrt, Wehrerker, Schießscharten und ein Schweifdach ähnlich einer Haubenform. Der Obere Torturm besaß zusätzlich eine Laterne. Dieser Turm wurde 1639 im Dreißigjährigen Krieg durch Feuer schwer beschädigt. Vor dem Oberen Torturm erbaute man 1741 ein mit Mars- und Pallas-Athene-Skulpturen geschmücktes barockes Schautor, das man 1876 wegen Verkehrsbehinderung wieder entfernte. Der Obere Torturm wurde wegen Baufälligkeit 1787 und der Untere Torturm 1817 abgebrochen.
Die „Mittlere Pforte“ als weiteren Zugang in die Stadt befand sich an der westlichen Stadtmauer zur Werra hin. Sie erhielt 1495 einen Turmaufbau und 1502 einen Torzwinger. Sie wurde 1642 bei einer Belagerung durch Artilleriebeschuss stark beschädigt. Die Mittlere Pforte riss man gemeinsam mit der Stadtmauer ab. Das „Neue Tor“ als vierten Zugang wurde Anfang des 18. Jahrhunderts mittig der östlichen Stadtmauer errichtet und ist ebenfalls im Rahmen der Entfestigung abgebrochen worden. An deren Stelle befindet sich heute der Zugang über die Untere Kaplaneistraße in die Altstadt.

## Wallgrabensystem

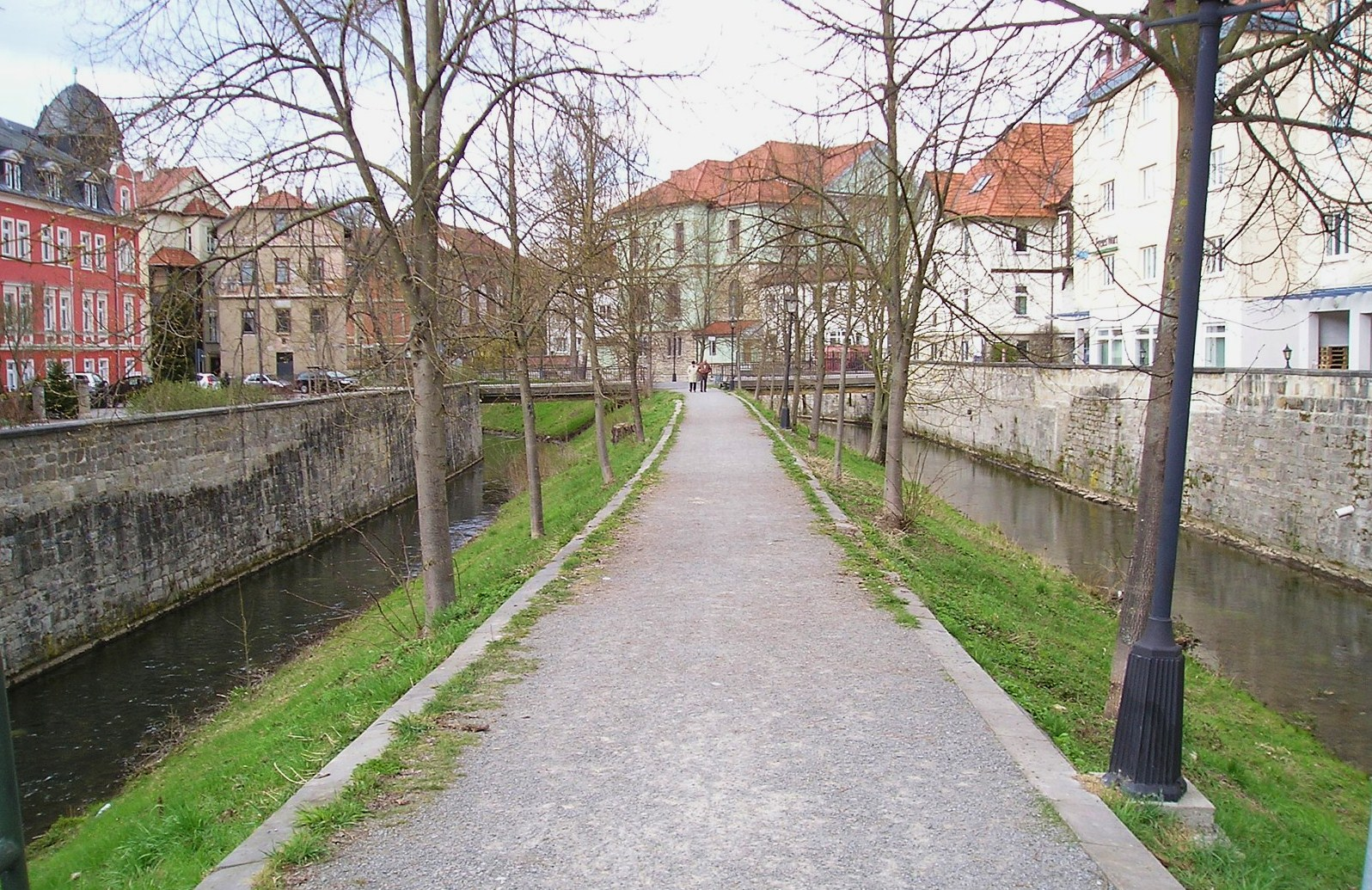
Das Wallgrabensystem als heutige Bleichgräben mit Promenade

Das heute „Bleichgräben“ genannte Wallgrabensystem erbaute man Anfang des 13. Jahrhunderts und es bestand zunächst aus zwei Wassergräben und einem Wall. Später kam ein dritter äußerer Stadtgraben und ein zweiter sehr breiter Wall, genannt die „Schütt“, hinzu. Das Wallgrabensystem umschloss die Stadt halbkreisförmig im Süden, Osten und Norden. Die Wassergräben werden vom Mühlgraben gespeist, der südlich der Altstadt als Nebenarm von der Werra abzweigt und ab der Südwestecke der Stadtmauer das Wasser in die Gräben leitet. Nordwestlich der Altstadt vereinigen sich die Gräben auf dem Gebiet des heutigen Schlossparks zu einem Flüsschen, der am Volkshausplatz (früher Am Unteren Rasen) in die Werra mündet. Das Wallgrabensystem erhielt den Namen „Bleichgräben“ durch die Barchent- und Leinenweberei, mit der Meiningen im Hochmittelalter eine große wirtschaftliche Blüte erlangte und die zahlreichen Handwerksmeister in Friedenszeiten ihre Tuche und Stoffe auf den Wällen bleichen ließen. Die Bleichgräben trieben des Weiteren die Obermühle beim Oberen Torturm und die Untermühle (heute Standort des historischen Wasserwerks) auf dem Wall vor dem Unteren Torturm an. Im 19. Jahrhundert verfüllte man den äußeren dritten Stadtgraben. Die beiden noch bestehenden Bleichgräben mit Wall sind heute ein Bodendenkmal.
Im Westen boten vor der Stadtmauer ein Nebenarm der Werra, der Mühlgraben und die Werra selbst weiteren Schutz. Der Mühlgraben führte an der westlichen Stadtmauer entlang vorbei an der Mittleren Pforte und mündete kurz vor der ehemaligen Burg und heutigem Schloss Elisabethenburg in die Werra. Dabei versorgte er mit einem Abzweig den Burggraben und die dort befindliche Schlossmühle mit Wasser. Der Burggraben wurde später in Schlossgraben umbenannt. Mit einem weiteren Abzweig betrieb der Mühlgraben die vor der Mittleren Pforte auf einer Flussinsel liegende Mittelmühle. Der Mühlgraben ist mit seinen Abzweigen außer den mittlerweile verrohrten Abzweig zum Schloss bis in die Gegenwart vollständig erhalten.

## Burgen, Landwehr und Ravelinen
- Die Burg Meiningen als Niederungsburg der Würzburger Bischöfe entstand als erstes massives Befestigungsbauwerk im 11. Jahrhundert zum Schutz der Stadt. Sie lag im Nordwesten der Stadt an der Stadtmauer. Die Bischöfe setzten hier eigene Burgmannen ein. 1432 wurde sie bei einem Aufstand von den Meininger Bürgern zerstört. 1512 wieder aufgebaut, wurde sie noch mehrmals umgebaut. Nach der Schleifung des Bergfrieds und aller Nebengebäude integrierte man 1692 das verbliebene „Bibrasbau“ genannte Hauptgebäude als Nordflügel in das Schloss Elisabethenburg. Nach der Burg ist noch heute die Burggasse benannt.
- Die um 1100 erbaute Burg Landeswehre lag nördlich etwas außerhalb der Stadt auf einem Bergkegel im Werratal. Die im Besitz der Bischöfe befindliche Gipfelburg sicherte die Würzburger Exklave mit der Stadt Meiningen und dem Dorf Walldorf sowie die Handelswege. Die Landeswehre wurde 1525 im Bauernkrieg zerstört und nicht wieder aufgebaut. Ihre Überreste wurden später zum Bau des Schlosses Elisabethenburg verwendet. Übrig geblieben bis heute ist lediglich der Stumpf des Bergfrieds. An Stelle der Burg befindet sich seit 1842 das Schloss Landsberg.
- Eine weitere frühe Burg der Würzburger zur Sicherung der Stadt war die Habichtsburg am Handelsweg „Alte Frankfurter Straße“ wenige Kilometer westlich von Meiningen und südlich der Landeswehre in der Hassfurt. Nach Verlegung der Handelsstraße verlor die Spornburg an Bedeutung, gelangte in Privatbesitz und verfiel spätestens im 14. Jahrhundert. Erhalten geblieben sind der Halsgraben, wenige Reste der Burgmauer, des Bergfrieds und ein Brunnen. Die Burganlage ist heute ein Bodendenkmal.
- Die nordöstlich von Meiningen gelegene Spornburg Spitzberg in Welkershausen am Osthang des Werratals wurde ebenfalls von den Würzburgern erbaut. Gemeinsam mit der gegenüberliegenden Burg Landeswehre sicherte sie wirkungsvoll das Werratal nördlich von Meiningen. Die Burg wurde später wegen Geldsorgen an die Grafen von Henneberg veräußert. Aber Anfang des 14. Jahrhunderts bedrohten diese von dort Meiningen und Walldorf, sodass der Würzburger Bischof Otto II. diese Burg 1340 nach einer Belagerung einnahm und vollständig schleifen ließ. Heute sind noch die Wallanlagen erkennbar.
- Im Mittelalter legte man nördlich und südlich der Stadt das Tal querend die Obere und die Untere Landwehr an. Die Landwehre waren tiefe Gräben mit Dornheckenbewuchs. Bis heute sind sie, insbesondere die Untere Landwehr im Stadtbild klar erkennbar. Die „Landwehrstraße“, die Straße „Obere Landwehr“ sowie der lange und steile Treppenweg „Untere Landwehr“ erinnern an sie.
- 1675 erbaute man vor den beiden Tortürmen und den Brücken zum zusätzlichen Schutz der Stadtzugänge jeweils einen Ravelin.[4] Sie waren von Wassergräben umschlossen und mit Zugbrücken ausgestattet. Die Ravelinen sind durch Überbauung restlos beseitigt worden.

## Entfestigung
Ab 1778 fand zur Zeit des Aufgeklärten Absolutismus ein zielgerichteter Abriss der Meininger Stadtbefestigung statt. Die mittlerweile nutzlosen Befestigungsanlagen waren hinderlich bei der Stadterweiterung und wurden als nicht erhaltenswertes und einengendes Relikt der Vergangenheit empfunden. Zuerst schleifte man 1778–1782 Teile der Stadtmauer im Bereich der Tortürme und Mittleren Pforte, um dort Baufreiheit für angestrebte Stadterweiterungen zu erhalten. Zu dieser Zeit verfüllte man auch einen Teil des äußeren Stadtgrabens im Bereich des Unteren Torturms teilweise mit den Abbruchsteinen, worauf vor dem Tor das  Gasthaus „Sächsischer Hof“ und Richtung Schlosspark die Karlsallee entstand. Die Steine der in den folgenden Jahren abgebrochenen Befestigungsanlagen wurden rege von den Bürgern als Baumaterial genutzt. Mit diesen Steinen entstanden des Weiteren neue Gebäude und Brücken. Anfang des 19. Jahrhunderts verfüllte man den äußeren dritten Stadtgraben und erbaute darauf die Halbestadtstraße, die heutige Neu-Ulmer-Straße als Umgehungsstraße für die Altstadt. Der äußere Wall, die Schütt, wurde zum Bauland. Dort entstanden neben Wohnhäusern unter anderem das frühere Landgericht und das Logenhaus. Auf dem inneren Wall zwischen den beiden Bleichgräben wurde ein Promenadenweg angelegt.
Bis in die Gegenwart erhalten geblieben sind das Wallgrabensystem ohne den dritten äußeren Graben, der Pulverturm, kleine Reste der westlichen inneren Stadtmauer beim „Baumbachhaus“ und sanierte Reste von zwei Halbschalenrondellen der östlichen Zwingermauer.